# Liste der Städte in Nordmazedonien

Lage der 34 Städte Nordmazedoniens

Die folgende Liste stellt die 34 Städte in Nordmazedonien dar.

## Grundsätzliches zur Klassifikation der Ortschaften
Die Ortschaften (mazedonisch naseleni mesta) Nordmazedoniens werden nach siedlungsgeographischen und sozioökonomischen Kriterien in städtische (Städte, mazed. gradovi) und ländliche (Dörfer, mazed. sela) unterteilt. Es existieren in Nordmazedonien derzeit insgesamt 1762 Ortschaften, davon 34 Städte und 1728 Dörfer.
141 der ländlichen Ortschaften haben infolge von Depopulation keine ständigen Einwohner mehr, und auch viele der übrigen ländlichen Ortschaften haben nur sehr wenige Einwohner. 57,8 % der Einwohner Nordmazedoniens leben in den 34 städtischen Ortschaften, allein 20,5 % in der größten Stadt Skopje, die zugleich die einzige Ortschaft mit mehr als 100.000 Einwohnern ist.
Diese Klassifikation der Ortschaften ist unabhängig von der politischen Gliederung Nordmazedoniens in 84 Gemeinden. Zehn der Gemeinden liegen ganz oder teilweise auf dem Gebiet der städtischen Ortschaft Skopje; auf politischer Ebene bilden diese zusammen die Stadt Skopje, eine Gebietskörperschaft mit besonderem Status. Die übrigen 33 städtischen Ortschaften sind jeweils Hauptort einer gleichnamigen Gemeinde. 41 weitere Gemeinden umfassen ausschließlich ländliche Ortschaften.
| Statistische Übersicht über die Ortschaften in Nordmazedonien | Statistische Übersicht über die Ortschaften in Nordmazedonien | Statistische Übersicht über die Ortschaften in Nordmazedonien | Statistische Übersicht über die Ortschaften in Nordmazedonien | Statistische Übersicht über die Ortschaften in Nordmazedonien |
| Größenklasse (Einwohnerzahl)                                  | Anzahl der Dörfer                                             | Gesamteinwohnerzahl der Dörfer                                | Anzahl der Städte                                             | Gesamteinwohnerzahl der Städte                                |
| ------------------------------------------------------------- | ------------------------------------------------------------- | ------------------------------------------------------------- | ------------------------------------------------------------- | ------------------------------------------------------------- |
| 0                                                             | 141                                                           | 0                                                             | -                                                             | -                                                             |
| 1 – 50                                                        | 455                                                           | 9.290                                                         | -                                                             | -                                                             |
| 51 – 100                                                      | 180                                                           | 12.906                                                        | -                                                             | -                                                             |
| 101 – 200                                                     | 208                                                           | 30.087                                                        | -                                                             | -                                                             |
| 201 – 500                                                     | 294                                                           | 96.769                                                        | -                                                             | -                                                             |
| 501 – 1000                                                    | 210                                                           | 152.214                                                       | -                                                             | -                                                             |
| 1001 – 5000                                                   | 226                                                           | 460.859                                                       | 5                                                             | 17.247                                                        |
| 5001 – 10.000                                                 | 14                                                            | 90.479                                                        | 7                                                             | 47.876                                                        |
| 10.001 – 20.000                                               | -                                                             | -                                                             | 9                                                             | 126.979                                                       |
| 20.001 – 50.000                                               | -                                                             | -                                                             | 8                                                             | 289.185                                                       |
| 50.001 – 100.000                                              | -                                                             | -                                                             | 4                                                             | 273.444                                                       |
| 100.000 +                                                     | -                                                             | -                                                             | 1                                                             | 415.212                                                       |
| Gesamt                                                        | 1728                                                          |                                                               | 34                                                            |                                                               |

## Liste
Die folgende Tabelle beinhaltet alle 34 Städte Nordmazedoniens mit offiziellen Stadtnamen, Zahl der Stadteinwohner, Zahl der Einwohner der Opština und Statistische Region. Alle Zahlen stammen aus einer Schätzung für das Jahr 2016 bzw. aus dem Zensus vom 5. September 2021.
| Offizieller mazedonisch-lateinischer Name | Offizieller mazedonisch-kyrillischer Name | Offizieller albanischer Name | Einwohnerzahl der Stadt | Zensus 2021 | Einwohnerzahl der Opština | Statistische Region |
| ----------------------------------------- | ----------------------------------------- | ---------------------------- | ----------------------- | ----------- | ------------------------- | ------------------- |
| Skopje                                    | Скопје                                    | Shkupi / Shkup               | 505.400                 | 526.502     | 624.585                   | Skopje              |
| Kumanovo                                  | Куманово                                  | Kumanova / Kumanovë          | 73.360                  | 98.104      | 109.228                   | Nordosten           |
| Bitola                                    | Битола                                    | Manastiri / Manastir         | 71.890                  | 85.164      | 91.983                    | Pelagonien          |
| Tetovo                                    | Тетово                                    | Tetova / Tetovë              | 56.080                  | 84.770      | 91.760                    | Polog               |
| Prilep                                    | Прилеп                                    | Përlepi / Përlep             | 64.830                  | 69.025      | 75.132                    | Pelagonien          |
| Gostivar                                  | Гостивар                                  | Gostivari / Gostivar         | 37.030                  | 59.770      | 83.725                    | Polog               |
| Ohrid                                     | Охрид                                     | Ohri / Ohër                  | 38.900                  | 51.428      | 51.591                    | Südwesten           |
| Struga                                    | Струга                                    | Struga / Strugë              | 17.190                  | 50.980      | 65.801                    | Südwesten           |
| Strumica                                  | Струмица                                  | Strumica / Strumicë          | 36.920                  | 49.995      | 57.175                    | Südosten            |
| Veles                                     | Велес                                     | Qypriliu / Qyprili           | 43.140                  | 48.463      | 54.384                    | Vardar              |
| Štip                                      | Штип                                      | Shtipi / Shtip               | 44.510                  | 44.866      | 48.735                    | Osten               |
| Kičevo                                    | Кичево                                    | Kërçova / Kërçovë            | 27.160                  | 39.669      | 56.937                    | Südwesten           |
| Kavadarci                                 | Кавадарци                                 | Kavadari / Kavadar           | 29.290                  | 35.733      | 38.875                    | Vardar              |
| Kočani                                    | Кочани                                    | Koçani / Koçan               | 28.080                  | 31.602      | 37.758                    | Osten               |
| Radoviš                                   | Радовиш                                   | Radovishti / Radovisht       | 16.710                  | 24.122      | 29.100                    | Südosten            |
| Gevgelija                                 | Гевгелија                                 | Gjevgjelia / Gjevgjeli       | 15.490                  | 21.582      | 22.706                    | Südosten            |
| Negotino                                  | Неготино                                  | Negotina / Negotinë          | 13.360                  | 18.194      | 19.327                    | Vardar              |
| Kriva Palanka                             | Крива Паланка                             | Krivaji / Krivaj             | 13.940                  | 18.059      | 19.930                    | Nordosten           |
| Debar                                     | Дебар                                     | Dibra / Dibër                | 15.550                  | 15.412      | 20.863                    | Südwesten           |
| Sveti Nikole                              | Свети Николе                              | Shën Nikolli / Shën Nikollë  | 13.140                  | 15.320      | 18.497                    | Osten               |
| Vinica                                    | Виница                                    | Vinica / Vinicë              | 10.560                  | 14.475      | 19.391                    | Osten               |
| Resen                                     | Ресен                                     | Resnja / Resnjë              | 8.480                   | 14.373      | 16.313                    | Pelagonien          |
| Delčevo                                   | Делчево                                   | Dellçeva / Dellçevë          | 10.620                  | 13.585      | 16.170                    | Osten               |
| Probištip                                 | Пробиштип                                 | Probishtipi / Probishtip     | 8.120                   | 13.417      | 15.085                    | Osten               |
| Berovo                                    | Берово                                    | Berova / Berovë              | 6.440                   | 10.890      | 12.813                    | Osten               |
| Valandovo                                 | Валандово                                 | Vallandova/Vallandovë        | 4.402                   | 10.508      | 11.773                    | Südosten            |
| Kruševo                                   | Крушево                                   | Krusheva / Krushevë          | 5.180                   | 8.385       | 9.418                     | Pelagonien          |
| Kratovo                                   | Кратово                                   | Kratova / Kratovë            | 6.220                   | 7.545       | 9.376                     | Nordosten           |
| Bogdanci                                  | Богданци                                  | Bogdanca / Bogdancë          | 5.650                   | 7.339       | 8.178                     | Südosten            |
| Demir Hisar                               | Демир Хисар                               | Murgashova / Murgashovë      | 2.593                   | 7.260       | 8.177                     | Pelagonien          |
| Makedonska Kamenica                       | Македонска Каменица                       | Kamenica / Kamenicë          | 4.780                   | 6.439       | 7.524                     | Osten               |
| Makedonski Brod                           | Македонски Брод                           | Brodi / Brod                 | 3.740                   | 5.889       | 7.141                     | Südwesten           |
| Pehčevo                                   | Пехчево                                   | Peçeva / Peçevë              | 3.037                   | 3.983       | 4.881                     | Osten               |
| Demir Kapija                              | Демир Капија                              | Hekurasi / Hekuras           | 3.170                   | 3.777       | 4.039                     | Vardar              |